# Fammarp
Fammarp is een plaats in Zweden, in de gemeente Halmstad in het landschap Halland en de provincie Hallands län. De plaats heeft 97 inwoners (2000) en een oppervlakte van 7 hectare.